# Buna (Neretva)
Die Buna ist ein linker Nebenfluss der Neretva im Südosten von Bosnien und Herzegowina.

## Verlauf
Sie entspringt am Rande des Ortes Blagaj aus einer 200 Meter tiefen Felsenhöhle heraus und mündet nach nur 9 Kilometern in die Neretva. Die Bunaquelle ist eine der stärksten Karstquellen in Europa mit einer Schüttung von durchschnittlich 43000 Litern pro Sekunde. Die Wassertemperatur beträgt 10 Grad Celsius.
Im 16. Jahrhundert wurde direkt am Austritt des Flusses aus der senkrechten Felswand eine Tekija, d. h. ein Kloster für einen Derwisch-Orden, erbaut.